# World Chinese 8-Ball Masters
Das World Chinese 8-Ball Masters ist ein seit 2013 jährlich ausgetragenes Poolbillard-Einladungsturnier. Es findet im olympischen Sportzentrum in Qinhuangdao in China statt und wird in der Disziplin Chinese 8-Ball, also 8-Ball auf einem 9-Fuß-Snookertisch, ausgespielt. Rekordsieger ist der Engländer Gareth Potts, der das Turnier 2013, 2014 und 2017 gewann.

## Die Turniere im Überblick
| Jahr | Austragungsort | Sieger       | Ergebnis           | 2. Platz      | 3. Platz        | 4. Platz        |
| ---- | -------------- | ------------ | ------------------ | ------------- | --------------- | --------------- |
| 2013 | Qinhuangdao    | Gareth Potts | 17:9               | Chris Melling | unbekannt       | unbekannt       |
| 2014 | Qinhuangdao    | Gareth Potts | 15:6               | Shi Hanqing   | Darren Appleton | Meng Fanyu      |
| 2015 | Qinhuangdao    | Yang Fan     | 13:9               | Zheng Yubo    | Gareth Potts    | Wang Peng       |
| 2016 | Qinhuangdao    | Yang Fan     | 12:9               | Liu Chuang    | Zhang Xipeng    | Dai Yong        |
| 2017 | Qinhuangdao    | Gareth Potts | 11:11 (s. o.: 2:1) | Zhang Kunpeng | Shen Chongyang  | Xi Hongyu       |
| 2018 | Qinhuangdao    | Zheng Yubo   | 19:9               | Zhang Kunpeng | Wu Hao          | Shi Hanqing     |
| 2019 | Qinhuangdao    | Yu Haitao    | 9:8                | Wang Yun      | Yang Fan        | Jeffrey Ignacio |